# Icebound
Icebound er en amerikansk stumfilm fra 1924 af William C. deMille.

## Medvirkende
- Richard Dix som Ben Jordan
- Lois Wilson som Jane Crosby
- Helen Dubois som Emma Jordan
- Edna May Oliver som Hannah
- Vera Reynolds som Nettie Moore
- Mary Foy som Sadie Fellowes
- Joseph Depew som Orin Fellowes
- Ethel Wales som Ella Jordan
- Alice Chapin som Mrs. Jordan
- John Daly Murphy som Henry Jordan
- Frank Shannon som Bradford